# 楊瑞輝
楊瑞輝（英語：Leslie Young，1949年6月30日—2022年4月5日）是一名華裔紐西蘭經濟學家。他的興趣包括國際貿易的不確定性，以及文化和政治經濟對經濟表現的影響。1993年起，他擔任亞太商業研究院的執行董事，並長期擔任《美國經濟評論》編輯委員會的成員。

## 早年生活和教育
楊瑞輝於1949年6月30日出生在中國廣州。兩歲時，他隨家人移居紐西蘭，並在萊文定居，他的家人成為市場園丁。他在霍羅維努亞學院接受教育，學業成績優異，16歲時進入威靈頓維多利亞大學就讀。他在兩年內完成了理學學士學位，第二年又以一級榮譽的成績獲得數學理學學士學位。之後，他在威爾夫·馬爾科姆的指導下，於1969年8月以優異成績完成數學理學學碩士學位，同時等待在牛津大學取得數個研究生獎學金。他在一年之內完成了在牛津的數學博士論文，之後在介紹他認識經濟學的尼古拉斯·斯特恩和詹姆士·莫理斯的督促下，又花了一年時間撰寫論文，直到他完成了博士學位所需的學習年限。他的論文贏得牛津大學高年級數學獎，為該年最佳論文。
楊瑞輝於1968年9月5日獲得紐西蘭國籍。他與李·麥納博（Lee McNab）結婚，育有一子。

## 職業生涯
楊瑞輝在1975年加入紐西蘭坎特伯雷大學經濟系任教之前，是牛津大學林肯學院的經濟學初級研究員。1983年，他轉到德克薩斯大學奧斯汀分校，擔任經濟學教授和V·F·諾伊豪斯金融學教授。1992年，他成為香港中文大學的金融學教授，翌年他被任命為亞太商學院的執行董事。2013年，他被任命為北京長江商學院經濟學教授。楊瑞輝曾在麻省理工學院、加利福尼亞大學柏克萊分校和澳洲國立大學擔任客座教授。他在《美國經濟評論》編輯委員會任職四屆，並在1996年至2004年間擔任《太平洋經濟評論》編輯委員會成員。
楊瑞輝被紐西蘭經濟學會譽為「無論以任何標準衡量，都是傑出的經濟學家」。他撰寫的論文涉及不確定性對國際貿易和金融的影響，以及貿易限制對福利的影響。他與來自德克薩斯大學奧斯汀分校的史蒂芬·馬吉（Stephen Magee）和威廉·A·布洛克一起研究貿易政策的政治經濟學，並於1989年由劍橋大學出版社出版了他們的著作《黑洞關稅與內生性再分配理論》（Black hole tariffs and endogenous redistribution theory）。楊瑞輝對管治以及文化、經濟行為和法律程序的互動也很感興趣，他比較中國和印度經濟以及亞洲和西方經濟的論文就是例證。
楊瑞輝於2022年4月5日在倫敦逝世，享年72歲。

## 榮譽
2003年，楊瑞輝成為威靈頓維多利亞大學頒授榮譽商學博士學位的第一人。2009年，愛沙尼亞商學院授予他榮譽博士學位。。2012年，他榮獲紐西蘭經濟學家協會頒發傑出院士。

## 部分著作
- Young, Leslie. . Journal of International Economics. 1979, 9 (2): 249–264. doi:10.1016/0022-1996(79)90007-2.
- Magee, Stephen P.; Brock, William A.; Young, Leslie. . Cambridge University Press. 1989. ISBN 9780521377003.
- Faccio, Mara; Lang, Larry H. P.; Young, Leslie. . Lang, Larry H. P.  (编). . Cheltenham: Edward Elgar. 2005.
- Young, Leslie. . Whitley, Richard; Zhang, Xiaoke  (编). . Oxford University Press. 2016.